# Magda Staudinger

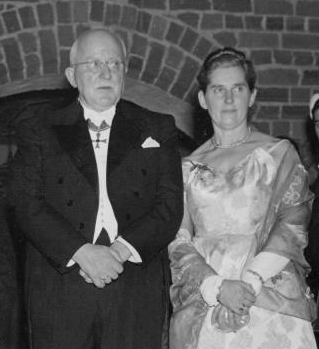
Hermann und Magda Staudinger in Stockholm im Jahr 1953

Magda Staudinger, lettisch Magda Štaudingere, geboren als Magda Voita, in deutscher Schreibweise Magda Woit, (* 17. August 1902 in Elva, Gouvernement Livland, Kaiserreich Russland; † 21. April 1997 in Freiburg im Breisgau) war eine lettische Biologin und Botanikerin, die mit ihrem Mann Hermann Staudinger Makromoleküle und deren Anwendung in der Biologie studierte. Sie wurde als seine Mitarbeiterin anerkannt, als er den Nobelpreis für Chemie gewann, und veröffentlichte sieben Bände seiner Werke nach seinem Tod. Für ihre Verdienste um die Förderung der Wissenschaften wurde sie mit dem Großen Orden der Lettischen Akademie der Wissenschaften ausgezeichnet. Für ihre Verdienste um die Wissenschaft und ihre Arbeit für die UNESCO wurde Magda Staudinger 1972 das Bundesverdienstkreuz 1. Klasse und im Jahre 1982 das Große Bundesverdienstkreuz verliehen. Die Deutsche UNESCO-Kommission ernannte sie 1985 zu ihrem Ehrenmitglied.

## Biografie
Magda Staudinger wurde als Tochter des lettischen Arztes und späteren Diplomaten Oskars Voits geboren. Als Kind reiste sie viel durch Deutschland, Ungarn und die Schweiz. Sie sprach fließend Englisch, Französisch, Deutsch und Russisch. Sie war auch eine versierte Pianistin und Geigerin. Sie ließ sich für ihr Studium an der Universität Berlin in Deutschland nieder. Sie studierte Pflanzen bei Gottlieb Haberlandt und schloss 1925 ihr Studium der Naturwissenschaften ab. Danach setzte sie ihr Studium an der Universität Lettlands in Riga unter Nikolajs Maltas fort, bis sie es 1927 mit der Promotion abschloss. In diesem Jahr heiratete Magda Hermann Staudinger, der später den Nobelpreis für Chemie gewinnen sollte, und wechselte mit ihm an die Universität Freiburg in Deutschland. Sie lernte Hermann nach dem lettischen Staatsexamen kennen und studierte im Sommer 1927 am Biologischen Institut auf Helgoland. Hermann hatte kürzlich Ergebnisse zu Zellulosemodellen veröffentlicht und Magda arbeitete an Algenzellmembranen. Von diesem Zeitpunkt an begannen sie, gemeinsam an Makromolekülen und ihrer chemischen Struktur zu arbeiten.
In den 1940er Jahren kehrte sie zur Anwendung von Makromolekülstudien auf die Biologie zurück, führte ab 1945 Versuche an lebenden Zellen durch. 1946 gründete Hermann die Zeitschrift Makromolekulare Chemie, die sich mit Entwicklungen in der makromolekularen Chemie befasste. Magda Staudinger war Mitglied des Redaktionsausschusses der Zeitschrift. Als Hermann den Nobelpreis für Chemie erhielt, würdigte er Magdas Mitarbeit in seiner Forschung. Zwischen 1937 und 1956 veröffentlichte sie 30 wissenschaftliche Arbeiten über die molekulare Masse und die mikroskopischen Auswertungen der Fasermorphologie und Kolloide. Zwischen 1969 und 1976 hat Staudinger sieben Bände der gesammelten Werke ihres Mannes herausgegeben und veröffentlicht.
Sie engagierte sich bereits seit den späten 1940er Jahren gesellschaftspolitisch und wurde 1952 in den Vorstand des Deutschen Akademikerinnenbundes gewählt, den sie sowohl in der "International Federation of University Women" (bis 1968) und ab 1961 in der Deutschen UNESCO-Kommission
vertrat. Ab Mitte der 1960er Jahre war sie eine der Schlüsselfiguren bei der Gründung des UNESCO-Programms „Der Mensch und die Biosphäre“ (MAB) auf globaler Ebene. Überzeugt von der Notwendigkeit einer „neuen Partnerschaft des Menschen mit der Natur“ initiierte sie wegweisende Seminare in der BRD und wirkte verantwortlich mit in den deutschen Delegationen auf der "Biosphärenkonferenz" 1968 und der 16. Generalkonferenz der UNESCO 1970, wo der Beschluss zur Gründung des MAB-Programms fiel. Von 1970 bis 1975 war sie Vorsitzende des Fachausschusses Wissenschaft der Deutschen UNESCO-Kommission und war von der Gründung bis in die 1990er Jahre Mitglied des deutschen MAB-Nationalkomitees.
1990 wurde sie zum Ehrenmitglied der Lettischen Akademie der Wissenschaften ernannt und 1991 richtete sie einen Fonds zur Unterstützung derjenigen ein, die in Lettland Biologie, Chemie und Medizin studieren. 1995 gründete Staudinger eine Stiftung, den Magda- und Hermann-Staudinger-Fonds, zugunsten pensionierter Mitglieder der Lettischen Akademie der Wissenschaften, der nach Ermessen der Akademie für Stipendien oder andere Entschädigungen verwendet werden kann. 1996 wurde sie mit dem Großen Orden der Lettischen Akademie der Wissenschaften ausgezeichnet.
Staudinger starb am 21. April 1997 und wurde neben ihrem Mann auf dem Hauptfriedhof Freiburg begraben.

## Werke
- Woit, Magda (1925): Umgestaltungen an Blattgeweben infolge des Wundreizes (u.d.T). Freie Universität Berlin.
- Staudinger, Magda (9. Juni 1942): Der fibrilläre Bau natürlicher und künstlicher Cellulosefasern. 299. Mitteilung über makromolekulare Verbindungen. In: Journal für Praktische Chemie. 160, 1942, S. 203, doi:10.1002/prac.19421600505.
- Staudinger, Magda (1943): Mikroskopische und elektronenmikroskopische Untersuchungen an makromolekularen Stoffen. Köthen, Deutschland: Verl. d. Chemiker-Zeitg. Otto von Halem.
- Staudinger, Magda. (Dezember 1944): Über den Faserabbau im mikroskopischen Bild. In: Journal für Praktische Chemie. 2, 1944, S. 67, doi:10.1002/prac.19440020107.
- Rózsa, György; Staudinger, Magda (Dezember 1944): Elektronenmikroskopische Untersuchungen an Muskelproteinen. Die Makromolekulare Chemie. 2(1): 66–76.
- Staudinger, Hermann; Staudinger, Magda (1954): Die makromolekulare Chemie und ihre Bedeutung für die Protoplasmaforschung. Wien, Österreich: Springer. ISBN 978-3-211-80344-8.
- Staudinger, Magda (1969): Arbeiten über Isopren, Kautschuk und Balata. Das wissenschaftliche Werk von Hermann Staudinger. Band 1. Basel, Schweiz: Huethig & Wepf Verlag.
- Staudinger, Magda (1972): Arbeiten über Cellulose und Cellulosederivate. Das wissenschaftliche Werk von Hermann Staudinger. Band 2. Basel, Schweiz: Huethig & Wepf Verlag.
- Staudinger, Magda (1974): Arbeiten über synthetische makromolekulare Stoffe. Das wissenschaftliche Werk von Hermann Staudinger. Band 3. Basel, Schweiz: Huethig & Wepf Verlag.
- Staudinger, Magda (1975): Arbeiten nach Sachgebieten geordnet. Das wissenschaftliche Werk von Hermann Staudinger. Band 4. Basel, Schweiz: Huethig & Wepf Verlag.
- Staudinger, Magda (1975): Arbeiten allgemeiner Richtung. Das wissenschaftliche Werk von Hermann Staudinger. Band 5. Basel, Schweiz: Huethig & Wepf Verlag.
- Staudinger, Magda (1976): Arbeiten über Die Ketene. Das wissenschaftliche Werk von Hermann Staudinger. Band 6. Basel, Schweiz: Huethig & Wepf Verlag.
- Staudinger, Magda (1976): Arbeiten über niedermolekulare organische Verbindungen. Das wissenschaftliche Werk von Hermann Staudinger. Band 7. Basel, Schweiz: Huethig & Wepf Verlag.
- Staudinger, Magda (Dezember 1971): The Biosphere. September-Ausgabe 1970 der Zeitschrift Scientific American, Band 223. Nr. 3., W. H. Freeman & Co., San Francisco. Biologie in unserer Zeit. 1, 1971, S. 189, doi:10.1002/biuz.19710010609.
- Staudinger, Magda (10. August 1982): Zur Geschichte der Zeitschrift „die makromolekulare Chemie“. In: Die Makromolekulare Chemie. 183, S. 1829, doi:10.1002/macp.1982.021830801.